# Гендоман
Гендома́н (перс. گندمان‎) — небольшой город на юго-западе Ирана, в провинции Чехармехаль и Бахтиария. Входит в состав шахрестана Боруджен.
На 2006 год население составляло 5 578 человек.

## География
Город находится на востоке Чехармехаля и Бахтиарии, в горной местности центрального Загроса, на высоте 2 225 метров над уровнем моря.
Гендоман расположен на расстоянии приблизительно 55 километров к юго-востоку от Шехре-Корда, административного центра провинции и на расстоянии 410 километров к югу от Тегерана, столицы страны. Основу экономики составляют скотоводство и ковроткачество.